# Canarium muelleri
Canarium muelleri är en tvåhjärtbladig växtart som beskrevs av Frederick Manson Bailey. Canarium muelleri ingår i släktet Canarium och familjen Burseraceae. Inga underarter finns listade i Catalogue of Life.